# BR-050
La BR-050 è un'autostrada federale radiale brasiliana che unisce la capitale Brasilia con la città di Santos, nello stato di San Paolo. È considerata una delle autostrade più trafficate del paese, in quanto collega la capitale federale alla più grande metropoli brasiliana, San Paolo.
La sezione dell'autostrada nello stato di San Paolo è sotto la giurisdizione del governo statale è conosciuta con il nome di SP-330 (Anhanguera), nel tratto che collega Igarapava a San Paolo, mentre è nota come SP-150 (Anchieta) nel tratto compreso tra San Paolo e Santos. 
Tra il Distretto Federale e Cristalina, passando per Luziânia, il tracciato della BR-050 si sovrappone a quello della BR-040, che collega Brasilia a Rio de Janeiro.

## Raddoppio
L'autostrada è carreggiata doppia tra Santos e il ponte sul fiume Paranaíba, al confine con lo stato di Goiás.
Nello Stato di Goiás, il tratto tra Catalão e Cristalina, di 183 km, è in fase di raddoppio, con 176 km completati.

## Gallery

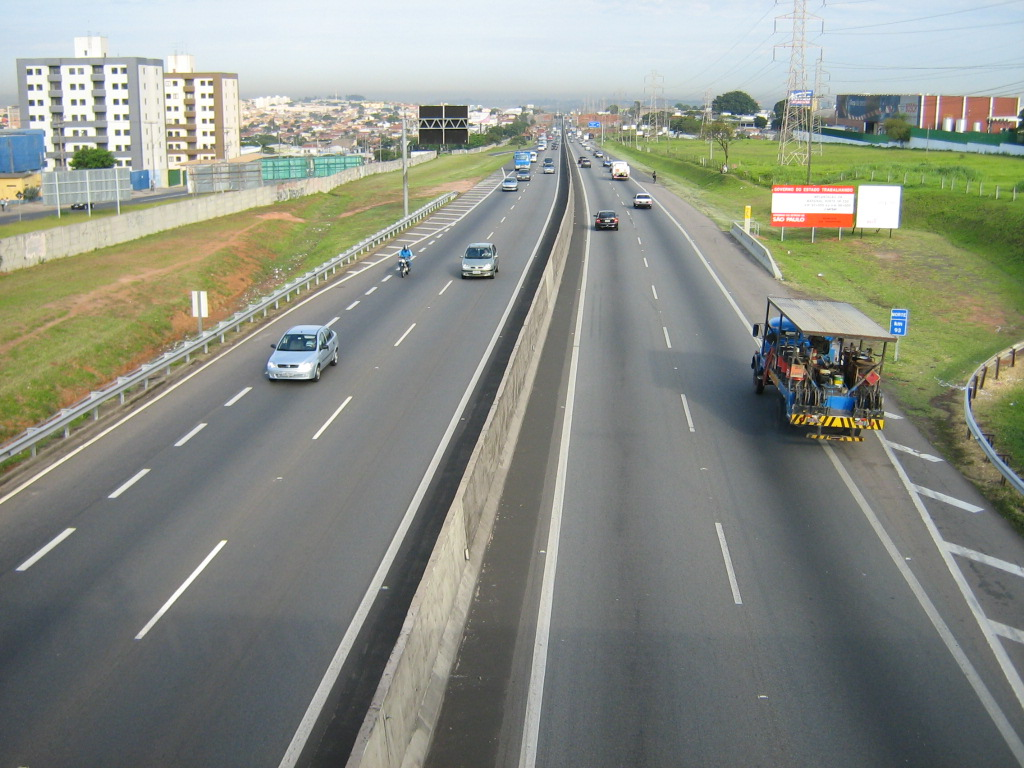
La BR-050 nello stato di San Paolo
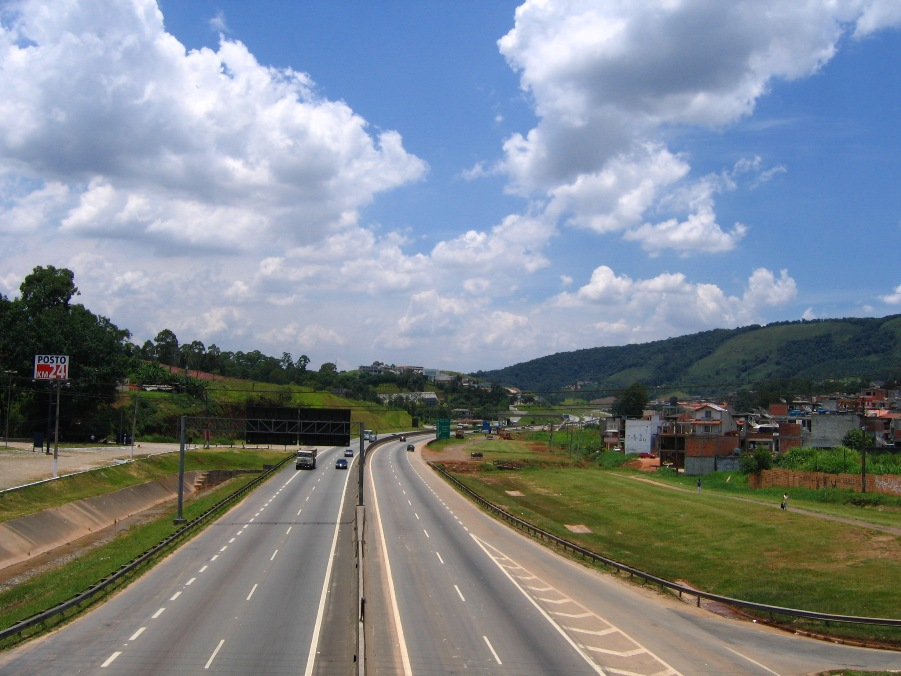
La Rodovia Anhanguera (BR-050) nella regione di Perus
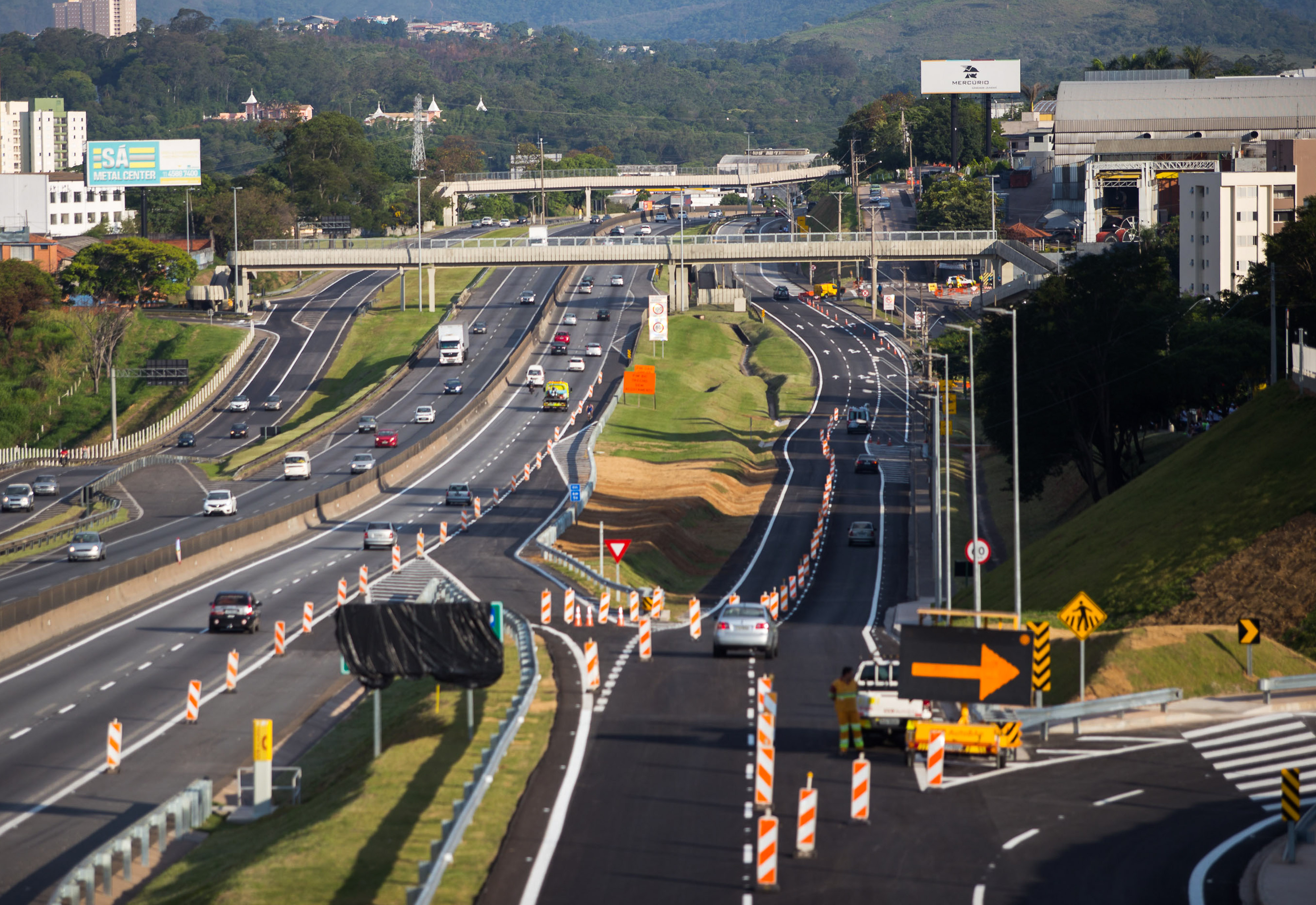
La Rodovia Anhanguera (BR-050) a Jundiaí
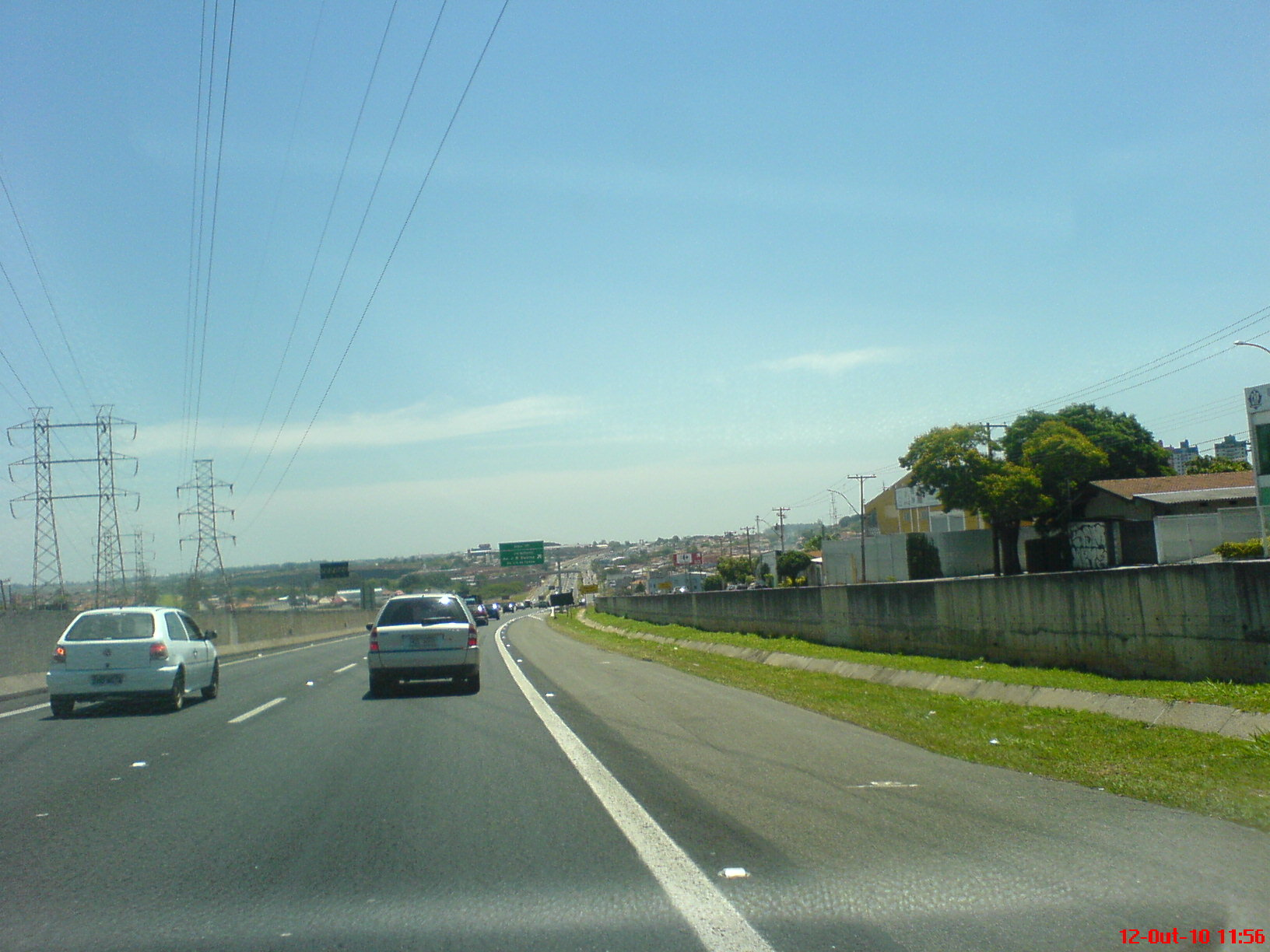
La Rodovia Anhanguera (BR-050) nella regione di Campinas
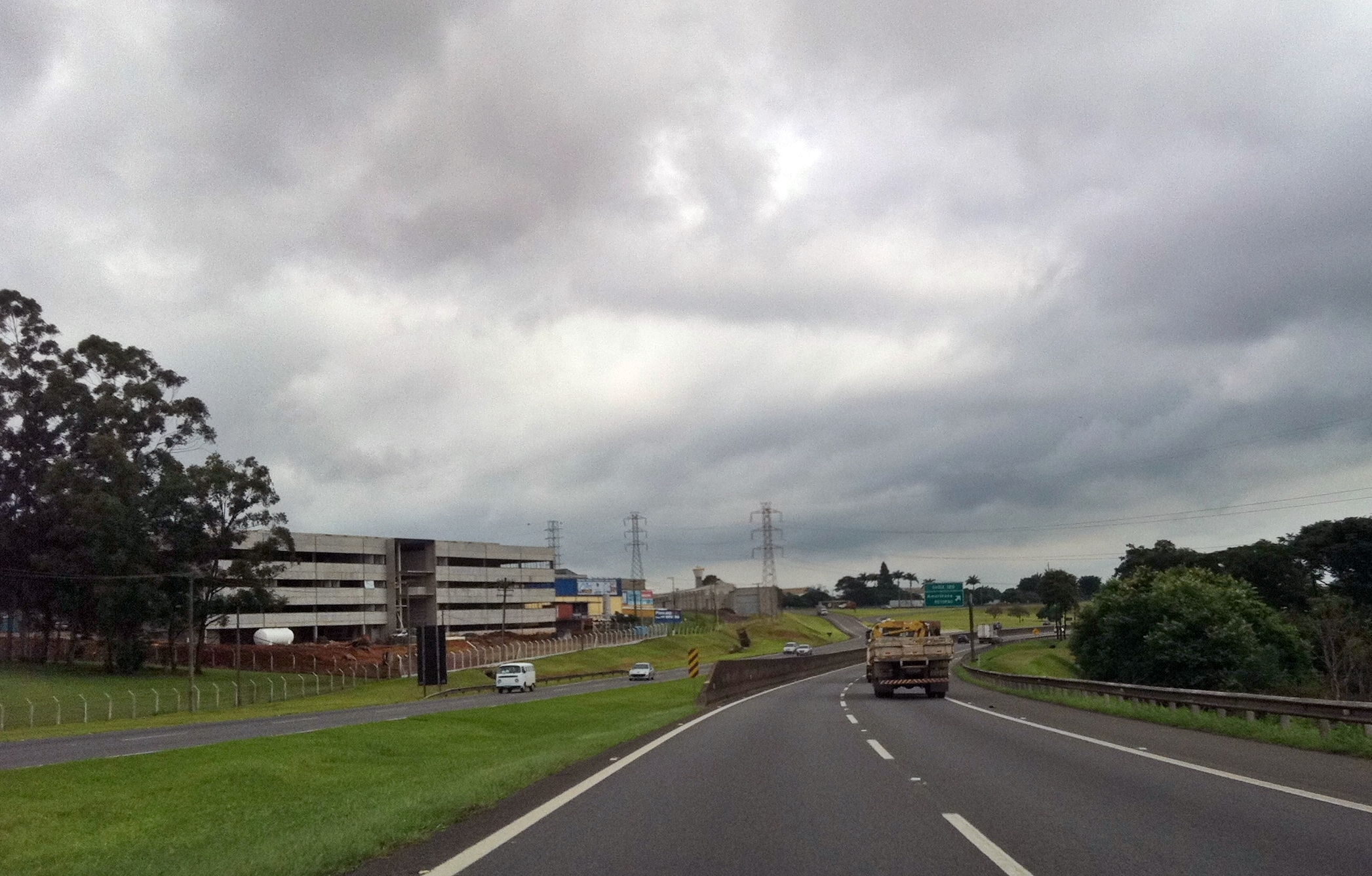
La Rodovia Anhanguera (BR-050) a Americana
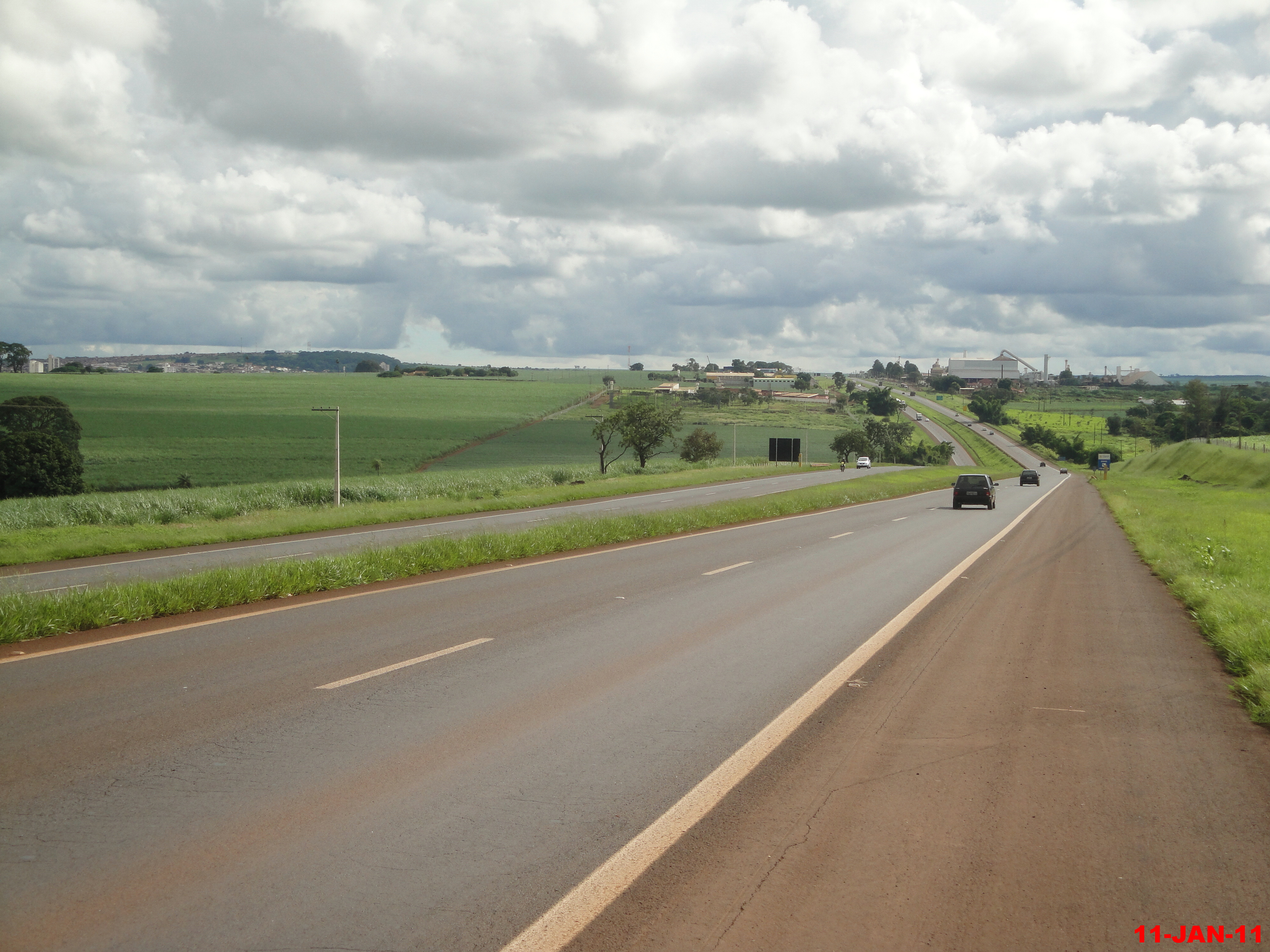
La Rodovia Anhanguera (BR-050) nei pressi di São Joaquim da Barra
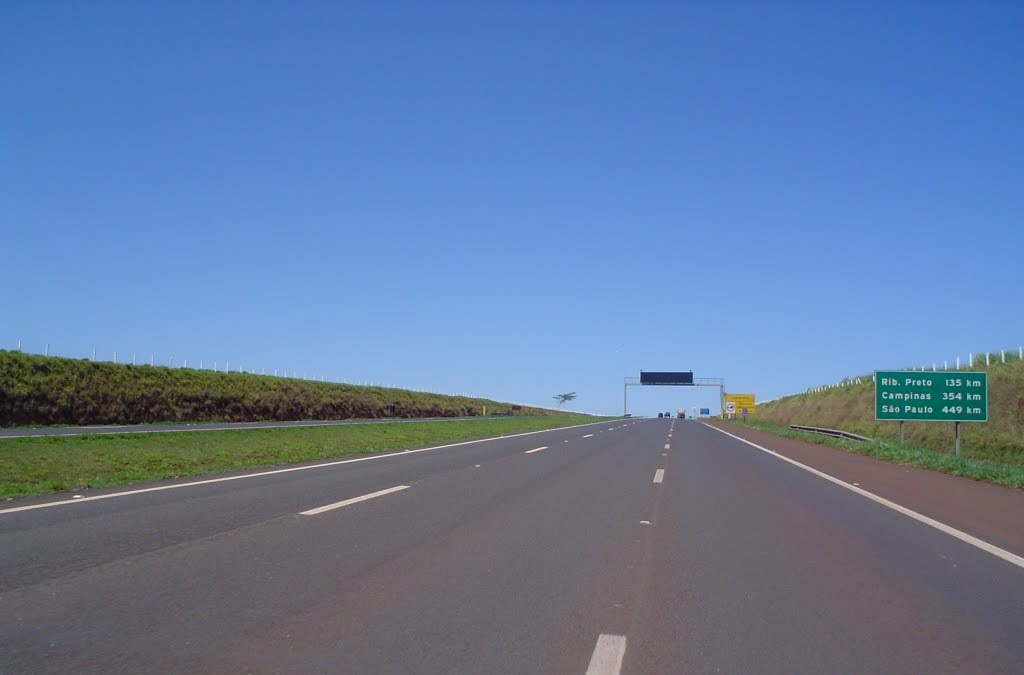
La Rodovia Anhanguera (BR-050) a Igarapava
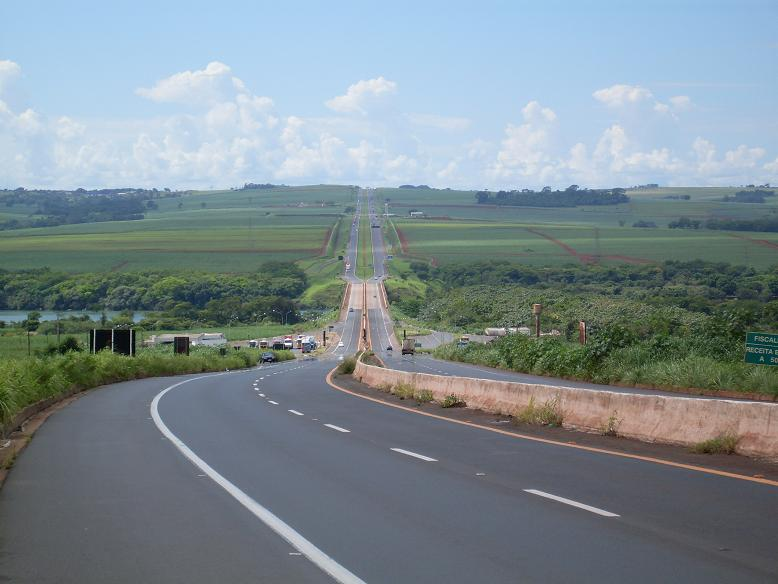
La BR 050 al confine tra San Paolo e il Minas Gerais
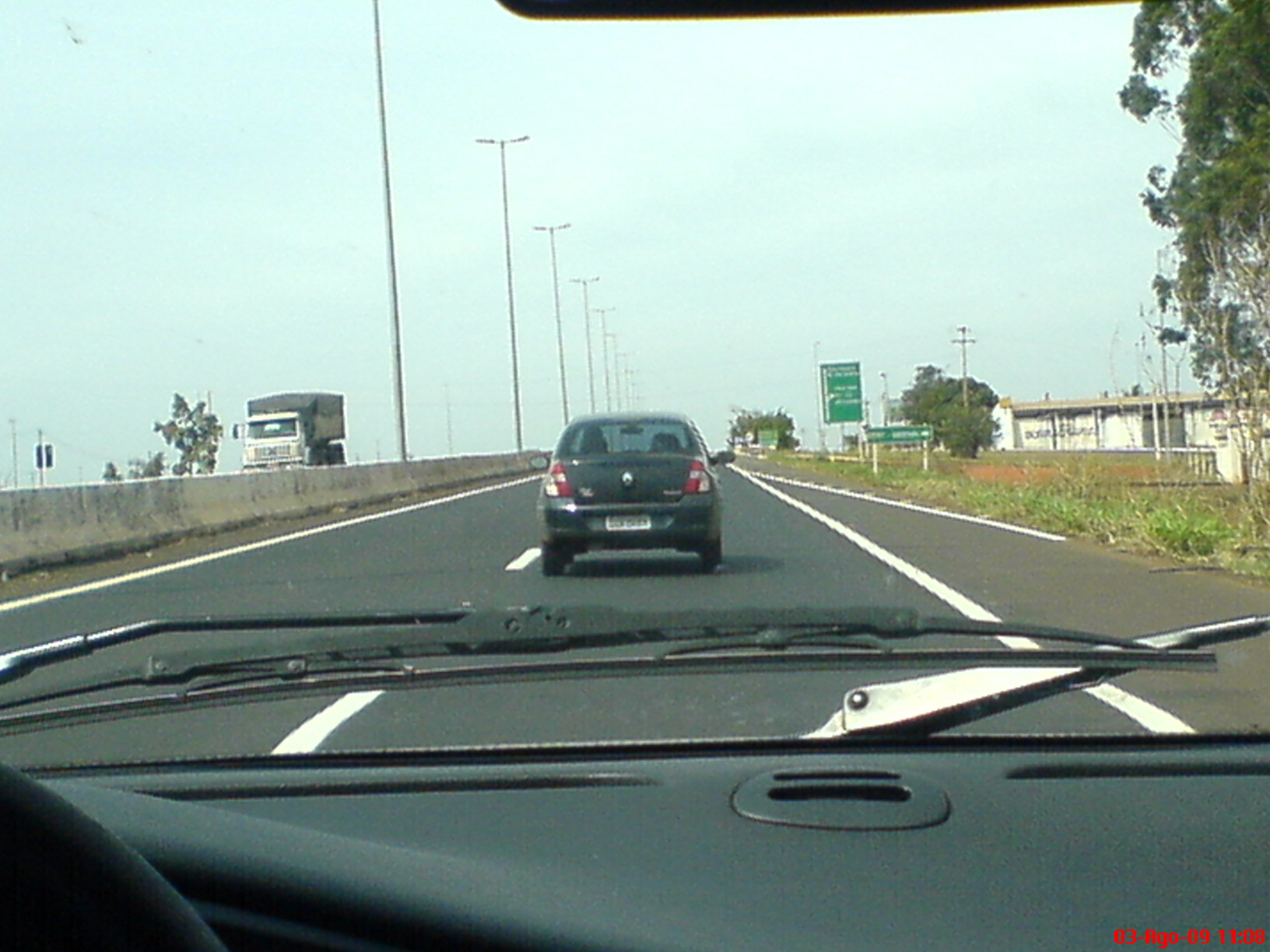
La BR-050 presso Uberaba, Minas Gerais
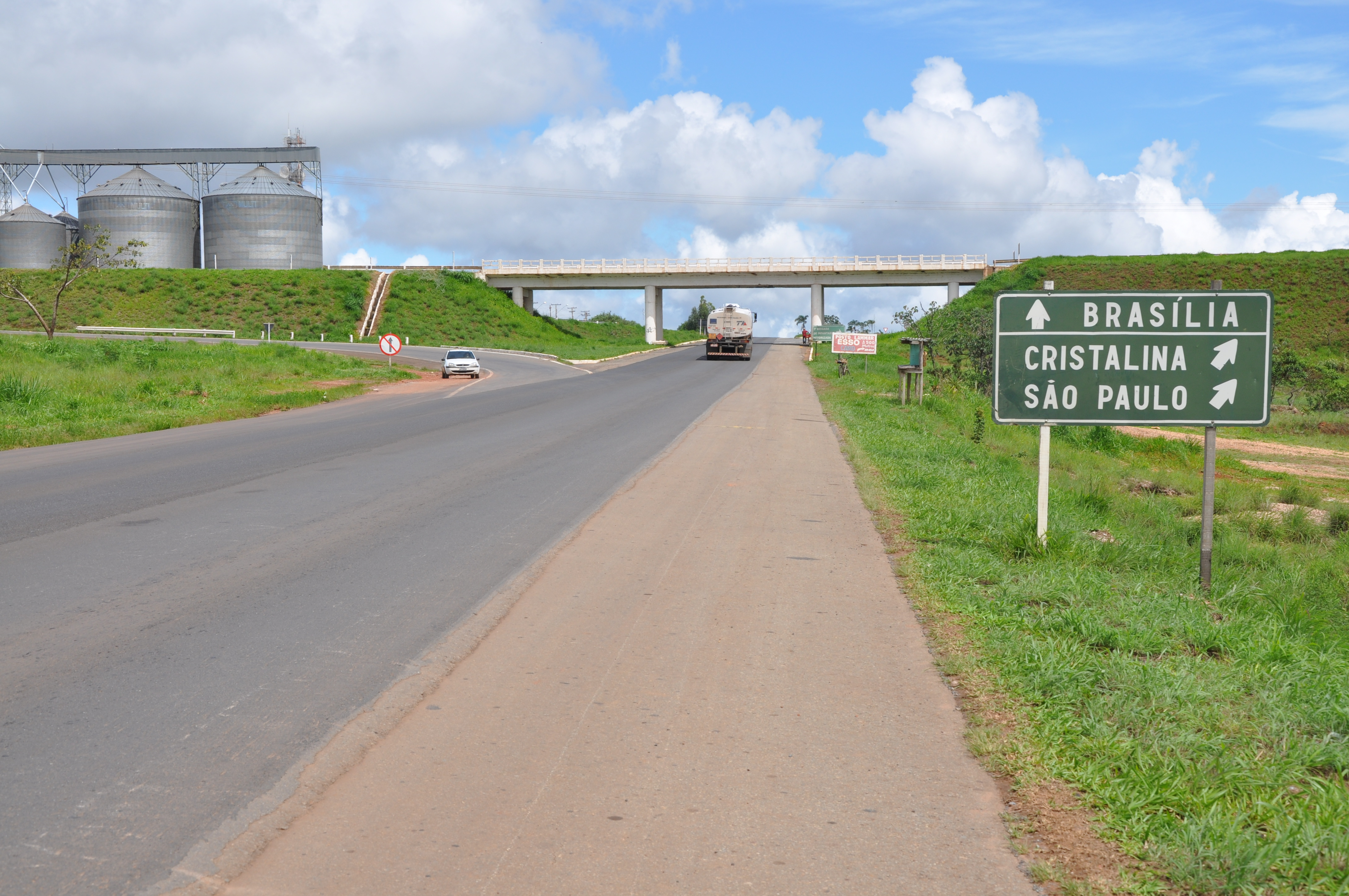
Tratto della BR-040 all'intersezione con la BR-050 a Cristalina, Goiás.
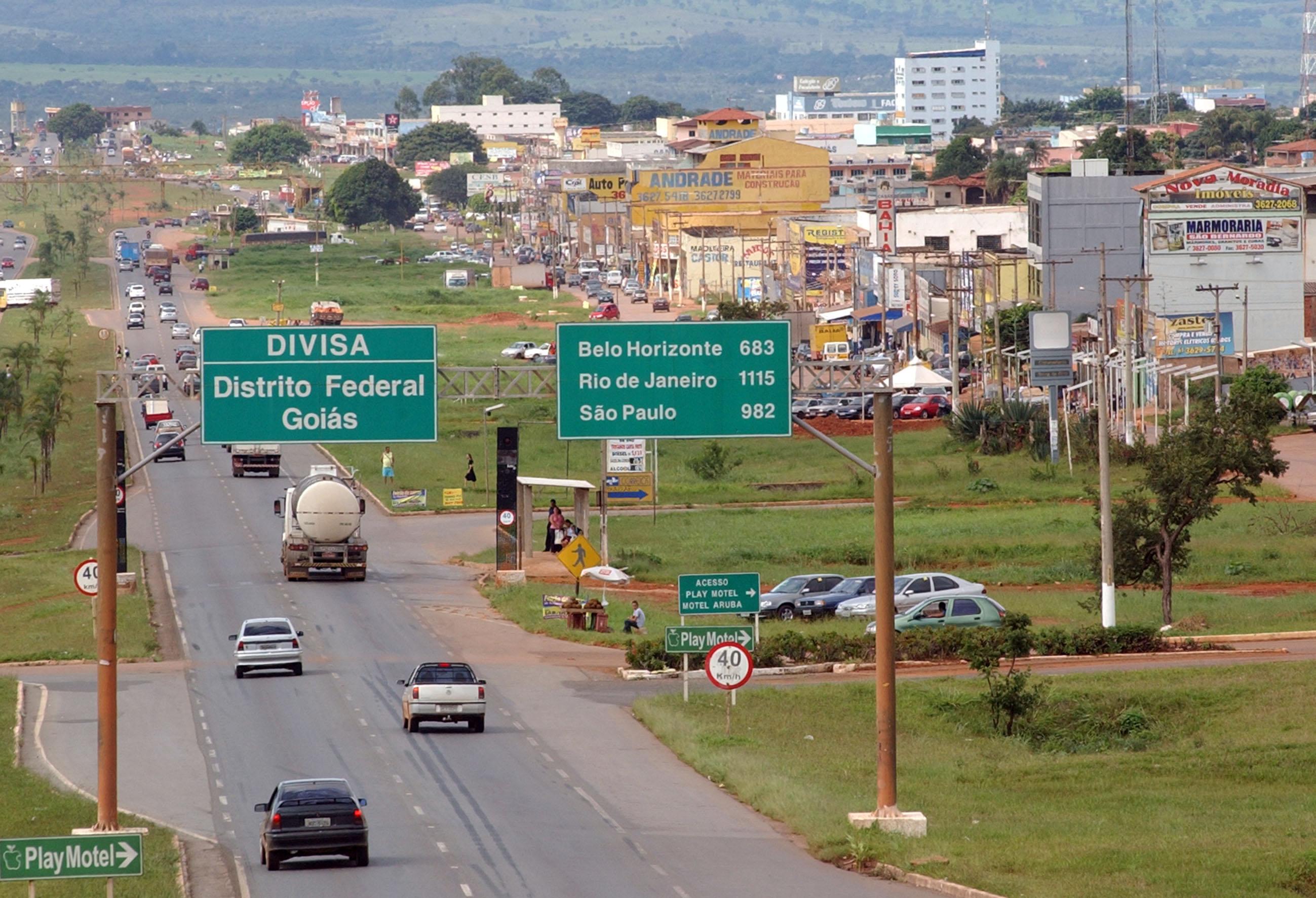
In tratto in comune tra la BR-050 e la BR-040, nei pressi di Valparaíso de Goiás, al confine tra il Distretto Federale e il Goiás.